# Xesco Espar
Francesc «Xesco» Espar Moya (Barcelona, 4 de enero de 1963) es un exjugador y entrenador español de balonmano. Ocupó el cargo de entrenador del FC Barcelona durante tres temporadas, de 2004 hasta 2007. Es el padre de las jugadoras olímpicas de waterpolo Anna Espar y Clara Espar.

## Biografía
Ha desarrollado toda su carrera deportiva en el FC Barcelona, club al que entró a formar parte como jugador de las categorías inferiores. Llegó a jugar dos temporadas en el primer equipo. Como jugador, conquistó una Recopa de Europa y una Copa del Rey en la temporada 1984-85.
Licenciado en Ciencias de la Educación Física en el "INEFC" de Barcelona, inició su carrera como entrenador en el equipo juvenil del FC Barcelona, al que entrenó durante seis temporadas, entre 1985 y 1991. Posteriormente entrenó seis años al equipo Junior del club azulgrana entre 1991 y 1997. En 1997 entró a formar parte del equipo técnico del primer equipo, como preparador físico y ayudante del entrenador Valero Rivera.
En el año 2004, Valero Rivera dejó de entrenar al primer equipo y pasó a ser director general deportivo de las secciones del club, nombrando a Xesco Espar su sucesor en el banquillo barcelonista. En su primera temporada al frente del equipo conquistó la Copa de Europa, la séptima en la historia del FC Barcelona.
En los dos siguientes años, consiguió ganar la Liga ASOBAL (2005-2006) y la Copa del Rey (2006-2007).
Entre el 2007 y el 2010 pasó a trabajar como coordinador de la Preparación Física y como asesor en la planificación de los equipos jóvenes de las secciones no profesionales: baloncesto, balonmano, fútbol sala y hockey patines.
En 2010 dejó el FC Barcelona  después de más de 30 años y desde entonces se dedica a dar conferencias en centenares de empresas acerca de Liderazgo, Trabajo en Equipo, Motivación...
En 2010 escribió su primer Best Seller "Jugar con el Corazón" (Plataforma Editorial) en el que explica su peculiar manera de entender el rendimiento personal y profesional, la consecución de objetivos y el trabajo en equipo. En la actualidad va por su edición n. 29
En 2020 escribió su segundo Best Seller "La Libreta. Los 10 hábitos que construyen a la gente extraordinaria" (Plataforma Editorial) en el que narra una temporada de un equipo de fútbol profesional y los aprendizajes que su joven estrella va realizando y anotando en una libreta roja. Va por su 4.ª edición.

## Clubs como jugador
- 1983-84 GEiEG
- 1984-85 FC Barcelona

## Palmarés como jugador
- Recopa de Europa: 1984-1985, con el FC Barcelona.
- Copa del Rey: 1984-1985, con el FC Barcelona.

## Clubs como entrenador
- FC Barcelona (juvenil): 1985-1991.
- FC Barcelona (Junior): 1991-1997.
- FC Barcelona: 1997-2004 (preparador físico y ayudante de Valero Rivera).
- FC Barcelona: 2004-2007 (entrenador del Primer Equipo).

## Palmarés como entrenador
- 1 Copa de Europa: 2004-2005.
- 1 Liga ASOBAL: 2005-2006.
- 1 Supercopa de España: 2006-2007.
- 1 Copa del Rey: 2006-2007.

- Datos: Q2886299